# Fodora (okręg Kluż)
Fodora (węg. Magyarfodorháza) – wieś w Rumunii, w okręgu Kluż, w gminie Așchileu. W 2011 roku liczyła 281 mieszkańców.